# Kanton Étables-sur-Mer
Étables-sur-Mer is een voormalig kanton van het Franse departement Côtes-d'Armor. Het kanton maakte deel uit van het arrondissement Saint-Brieuc. Het kanton werd opgeheven bij decreet van 13 februari 2014 met uitwerking op 22 maart 2015. Alle gemeenten werden toegevoegd aan het kanton Plouha.

## Gemeenten
Het kanton Étables-sur-Mer omvatte de volgende gemeenten:
- Binic
- Étables-sur-Mer (hoofdplaats)
- Lantic
- Plourhan
- Saint-Quay-Portrieux
- Tréveneuc